# Anthropic
A Anthropic é uma startup americana de inteligência artificial (IA) é uma corporação de benefício público, fundada por ex-membros da OpenAI. A Anthropic é especializada no desenvolvimento de sistemas de IA geral e modelos de linguagem, com uma ética empresarial de uso responsável da IA. Desde o final de 2022, o Google investiu quase US$ 400 milhões na empresa, com a Anthropic anunciando uma parceria formal com o Google Cloud.

## História
A Anthropic foi fundada em 2021 por ex-membros sêniores da OpenAI, principalmente os irmãos Daniela Amodei e Dario Amodei, sendo este último o Vice-Presidente de Pesquisa da OpenAI. Os irmãos Amodei estavam entre outros que deixaram a OpenAI devido a diferenças de direcionamento, especificamente em relação às parcerias da OpenAI com a Microsoft em 2019. Em fevereiro de 2023, a Anthropic foi processada pela empresa Anthrop LLC, sediada no Texas, pelo uso da marca registrada "Anthropic A.I."

## Projetos

### Claude
Consistindo em ex-pesquisadores envolvidos no ChatGPT da OpenAI, a Anthropic iniciou o desenvolvimento de seu próprio chatbot de IA, chamado Claude. Semelhante ao ChatGPT, Claude usa uma interface de mensagens onde os usuários podem enviar perguntas ou solicitações e receber respostas altamente detalhadas e relevantes. Claude possui 52 bilhões de parâmetros.
Inicialmente disponível em beta fechado através de uma integração com o Slack, o Claude agora está acessível aos usuários por meio do aplicativo Poe desenvolvido pela Quora, juntamente com outros dois chatbots. O aplicativo está atualmente disponível para iOS e em breve estará disponível para Android.